# (2198) Ceplecha
(2198) Ceplecha est un astéroïde de la ceinture principale.

## Description
(2198) Ceplecha est un astéroïde de la ceinture principale. Il fut découvert le 7 novembre 1975 à Harvard par l'observatoire de l'université Harvard. Il présente une orbite caractérisée par un demi-grand axe de 2,59 UA, une excentricité de 0,20 et une inclinaison de 3,6° par rapport à l'écliptique.

## Nom
L'astéroïde doit son nom à l'astronome tchèque Zdeněk Ceplecha, connu pour son travail sur les météorites. Ses recherches sur la météorite de Příbram, ont conduit pour la première fois, à la possibilité de spécifier une orbite précise pour un tel objet.

## Compléments